# Michel Petrucciani
Michel Petrucciani (* 28. Dezember 1962 in Orange, Département Vaucluse; † 6. Januar 1999 in New York) war ein französischer Jazzpianist mit italienischen Wurzeln.

## Leben
Michel Petrucciani war der jüngste Sohn des aus einer neapolitanischen Familie stammenden Jazz-Gitarristen Antoine (Tony) Petrucciani und dessen französischer Frau Anne. Petrucciani hatte die Glasknochenkrankheit und war kleinwüchsig. Im Laufe seines Lebens erlitt er Hunderte von Knochenbrüchen. Trotz seiner Kleinwüchsigkeit hatte er große und kraftvolle Finger. Sein Vater erkannte sein musikalisches Talent und förderte ihn schon im Vorschulalter durch tägliches stundenlanges Klavierüben. Mit seinem Vater nahm er das 2001 veröffentlichte Album Conversations auf. Seine Brüder sind ebenfalls Jazzmusiker: Philippe wurde Gitarrist und Louis spielt Bass.
Wegen seiner angeborenen Krankheit konnte Petrucciani nicht wie andere Kinder die Schule besuchen. Deshalb schickte man ihm im Fernunterricht Tonbandkassetten, mit Lektionen in Französisch, Mathematik und Englisch, zum selbständigen Lernen zu. Statt sich die erhaltenen Kassetten anzuhören und zu lernen, löschte Michel Petrucciani die Lektionen und überspielte darauf Musik.
Petrucciani gab sein erstes Konzert als Profi mit dreizehn Jahren auf einem Jazzfestival in der Region Drôme. Er spielte mit Kenny Clarke und dem Trompeter Clark Terry. 1979 zog er nach Paris, wo er im Jahr darauf sein Debütalbum Flash veröffentlichte. Dort spielte er auch in einem Trio mit seinem Bruder und Bassisten Louis und dem Saxophonisten Lee Konitz.
1981 zog er zu Tox Drohar nach Kalifornien und spielte bald in der Gruppe von Charles Lloyd, mit dem er 1982 unter anderem beim Montreux Jazz Festival auftrat und in der Folge intensiv zusammenarbeitete. Im selben Jahr erhielt er den Prix Django Reinhardt. 1983 erregte er auf dem Kool Jazz Festival Aufmerksamkeit. Anfang der 1980er Jahre entstanden Aufnahmen mit Lee Konitz, Jean-François Jenny-Clark und Aldo Romano. Im März 1984 trat er im Trio mit Palle Danielsson und Eliot Zigmund im New Yorker Village Vanguard auf. Ein Jahr später entstand das Blue Note-Album Pianism und 1986 das Trio-Album Power of Three mit Petrucciani am Klavier, Wayne Shorter am Saxophon und Jim Hall an der Gitarre.
Petrucciani spielte unter anderen auch mit John Abercrombie, Joe Lovano, Jack DeJohnette und Eddy Louiss. In Deutschland kam er durch seine regelmäßigen Auftritte in der Sendung Willemsens Woche mit Roger Willemsen zwischen Oktober 1994 und Juni 1998 zu größerer Bekanntheit. Petrucciani befreundete sich mit Willemsen „sehr gut“; 1996 begleitete ihn Willemsen in New York City und widmete ihm sein Filmdebüt als Petrucciani-Porträt.

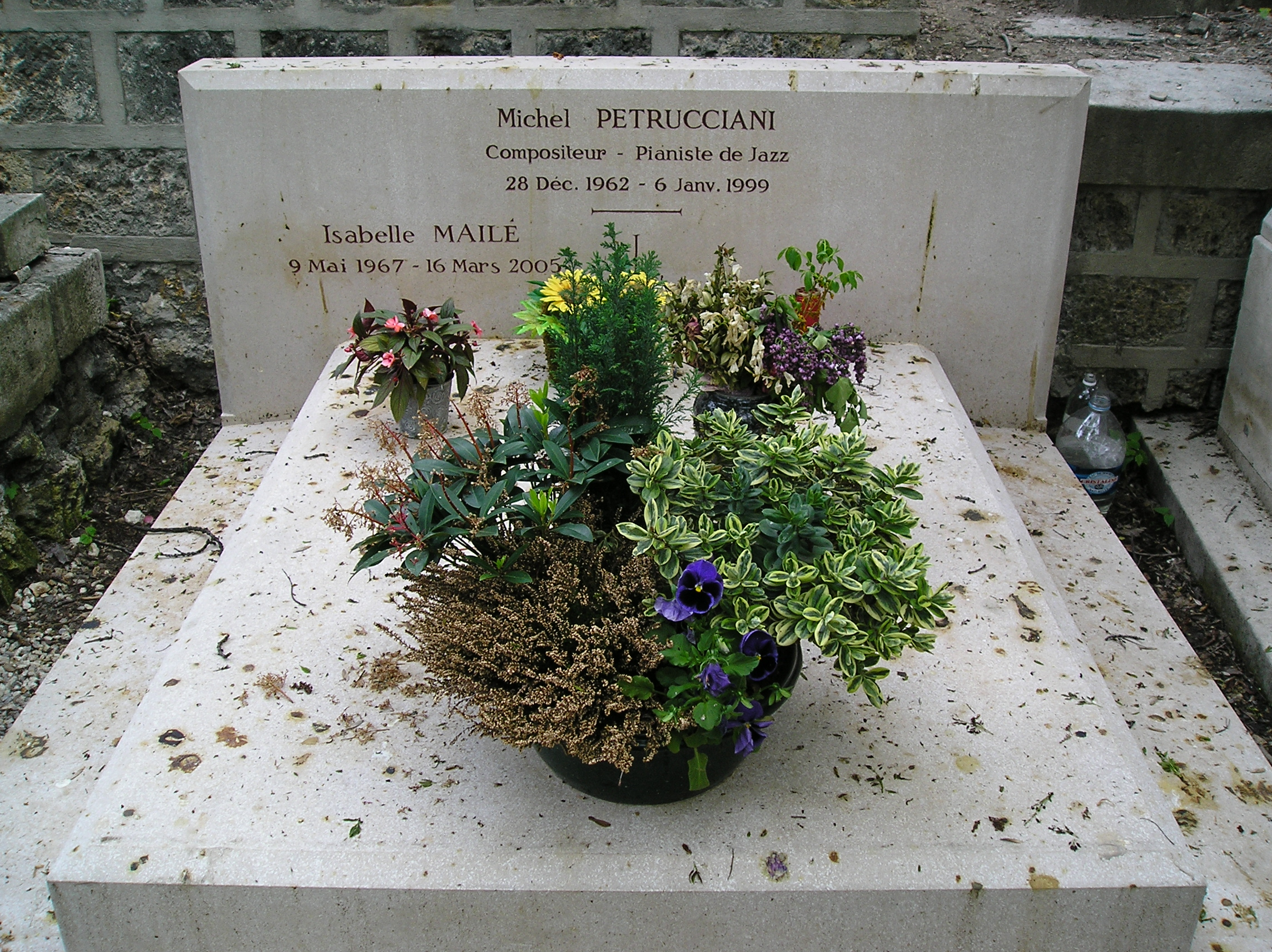
Grab von Michel Petrucciani auf dem Friedhof Père-Lachaise

1994 trat er mit einem Solo-Programm mit Jazz-Standards (Medley of my Favorite Songs) im Pariser Théâtre des Champs-Élysées auf; 1996 entstand mit Bob Brookmeyer, Stefano Di Battista und Flavio Boltro das Album Both Worlds. Eines seiner letzten Werke ist das Dreyfus-Album Solo Live, mitgeschnitten in Frankfurt am Main, mit Interpretationen von Strayhorns Take the A-Train, Besame Mucho und Ellingtons Caravan.
Petrucciani war verheiratet und hatte einen Sohn (Alexandre), der seine Krankheit erbte, sowie einen Adoptivsohn. 1999 starb Michel Petrucciani an einer Lungenentzündung. Er wurde auf dem Friedhof Père-Lachaise in Paris neben dem Grab von Frédéric Chopin beigesetzt. Sein Vorhaben, in Südfrankreich eine Jazz-Schule zu eröffnen und dort sein Wissen weiterzugeben, konnte er nicht mehr verwirklichen.

## Ehrungen (Auswahl)
- 1982: Prix Django Reinhardt[1]
- 1983: Jazz Man of the Year von Leonard Feather bei der Los Angeles Times[1]
- 1983: Best European Jazz Musician vom italienischen Kulturministerium[1]
- 1985: Grand Prix du Disque - Prix Boris Vian für das Album 100 Hearts[1]
- 1994: Chevalier de la Légion d’honneur[5]
- 2003: Widmung eines place Michel Petrucciani im 18. Arrondissement von Paris[5]

## Diskografie

### Wichtige CD-Aufnahmen
- Charles Lloyd: Montreux '82
- Charles Lloyd: A Night In Copenhagen mit Bobby McFerrin
- Eddy Louiss, M. Petrucciani: Conférence de presse
- Michel Petrucciani: Solo – Live in Germany (DE: Gold (German Jazz Award))[6]
- Stéphane Grappelli, M. Petrucciani: Flamingo (DE: Gold (German Jazz Award))
- Michel & Tony Petrucciani: Conversation
- Michel Petrucciani, Steve Gadd, Anthony Jackson: Trio in Tokyo (DE: Gold (German Jazz Award))
- Michel Petrucciani, Gary Peacock, Roy Haynes: One Night in Karlsruhe (DE: Vierteljahrespreis der Deutschen Schallplattenkritik 2/2019)

### Aufnahmen unter eigenem Namen
| - Flash (1980) - Michel Petrucciani Trio (Owl, 1981) - Date with Time (1981) - Michel Petrucciani (1981) - Oracle’s Destiny (Owl, 1982) - Toot Suite (1982), Owl (mit Lee Konitz) - 100 Hearts (Concord, 1983) - Live at the Village Vanguard (Concord, 1984) - Note’n Notes (1984) - Cold Blues (Owl, 1985) - Pianism (Blue Note, 1985) - Power of Three (Blue Note, 1986) - Michel plays Petrucciani (Blue Note, 1987) - Music (Blue Note, 1989) - Playground (1991) - Live (1991) - Promenade with Duke (Blue Note, 1993) | - Marvellous (Dreyfus, 1994, DE: Gold (German Jazz Award)) - Eddy Louiss/Michel Petrucciani live (Dreyfus, 1994) - Au Théâtre des Champs-Élysées (Dreyfus, 1995) - Darn that Dream (1996) - The Paris Concert (Dreyfus, 1996, DE: Gold (German Jazz Award)) - Flamingo (mit Stéphane Grappelli) (1996) - Both Worlds (Dreyfus, 1998, mit Stefano Di Battista, DE: Gold (German Jazz Award)) - Solo Live in Germany (Dreyfus, 1998) - Estate (1999) - Live in Tokyo (1999) - Bob Malach & Michel Petrucciani (2000) - Concerts Inédits / Live (2000) - Conversation (2001) - Days of Wines and Roses – The Owl Years 1981–1985 (2001) - Solo in Denmark (1990, ed. 2022) - The Montreux Years (1990–1998, ed. 2023) |

## Dokumentarfilme
- Michel Petrucciani – Leben gegen die Zeit (OT: Michel Petrucciani – Body & Soul.), Dokumentarfilm, Frankreich, Deutschland, Italien, 2011, 102 Min., Regie: Michael Radford, Produktion: Gunnar Dedio (Looksfilm) in Koproduktion mit Arte France Cinema und Roger Willemsen (Noa Noa), deutscher Kinostart: 8. Dezember 2011, Video-Ausschnitte, 1:49 Min.
- Trio Live in Stuttgart, Konzertdokumentation in der Stuttgarter Liederhalle, 8. Februar 1998, 68 Min., Regie: Eric Ebinger. Trio mit Anthony Jackson und Steve Gadd.
- Non Stop – Eine Reise mit Michel Petrucciani (Alternativtitel: Non Stop. Travels with Michel Petrucciani.), Dokumentarfilm, Deutschland, 1996, 58 Min., Buch und Regie: Roger Willemsen, Produktion: Noa Noa, Erstsendung: April 1996 bei arte, Inhaltsangabe von eja-online; u. a. mit Stéphane Grappelli, Roy Haynes, Charles Lloyd, Charlotte Rampling.